# Tin Srbić
Tin Srbić (* 11. September 1996 in Zagreb) ist ein kroatischer Turner. Sein Spezialgerät ist das Reck.

## Erfolge
Tin Srbić sicherte sich bei den Weltmeisterschaften 2017 in Montreal seine erste internationale Medaille, als er am Reck sogleich Weltmeister wurde. Zwei Jahre darauf belegte er am Reck sowohl bei den Weltmeisterschaften in Stuttgart als auch bei den Europameisterschaften in Stettin den zweiten Platz. Während er sich in Stettin Epke Zonderland geschlagen geben musste, den er bei der WM 2017 noch auf Rang zwei verwiesen hatte, war in Stuttgart nur Arthur Mariano besser als Srbić. In Mersin wiederholte er 2020 bei den Europameisterschaften den Gewinn der Silbermedaille, diesmal hinter Robert Tvorogal.
Bei den 2021 ausgetragenen Olympischen Sommerspielen 2020 in Tokio ging Srbić ebenfalls am Reck an den Start. In der Qualifikation gelang ihm mit 14,633 Punkten das drittbeste Ergebnis und er verbesserte sich im Finale auf 14,900 Punkte. Damit erzielte er das zweitbeste Resultat, hinter Daiki Hashimoto aus Japan, der mit 15,066 Punkte Olympiasieger wurde, und erhielt so die Silbermedaille. Den dritten Platz belegte Nikita Nagorny aus Russland.
2017, 2019 und 2021 wurde Srbić zu Kroatiens Sportler des Jahres gewählt.